# Fürstenberg/Havel
Fürstenberg/Havel è una città di 5 739 abitanti del Brandeburgo, in Germania. Appartiene al circondario dell'Oberhavel.
Dal 19 luglio 2013 la città si fregia del titolo di Wasserstadt ("città dell'acqua").

## Storia
Il primo documento in cui si fa menzione del centro abitato di Fürstenberg e risale al 1273. La fortezza, in tale data già esistente, fu probabilmente eretta dagli ascanidi, margravi del Brandeburgo; essa aveva un'importanza strategica notevole, essendo posta al confine con il Meclemburgo.
Fürstenberg, citata dal 1318 con il titolo di città, passò nel 1348 al Meclemburgo, e nel 1701 al Meclemburgo-Strelitz. Solo nel 1952 tornò al Brandeburgo, venendo inserita nel distretto di Potsdam.

## Monumenti e luoghi d'interesse

### Fürstenberg
Campo di concentramento di Ravensbrück
Costruito nel 1938, fu il più grande campo di concentramento femminile della Germania nazista.
Fortezza (Burg)
Risalente al medioevo, fu modificata nel XVI e nel XIX secolo.
Castello (Schloss)
Costruito nel 1741 su progetto di Christoph Julius Löwe e ampliato in stile neobarocco nel 1913.
Chiesa parrocchiale (Pfarrkirche)
Costruita dal 1845 al 1848 su progetto di Friedrich Wilhelm Buttel nello stile della scuola di Schinkel, ha pianta basilicale con torre di facciata.

### Frazione di Himmelpfort
Monastero cistercense (Zisterzensieskloster)
Fondato nel 1299, ne restano solo rovine.

## Società

### Evoluzione demografica
- Sviluppo della popolazione dal 1875 entro gli attuali confini (Linea Blu: Popolazione; Linea puntata: Confronto dello sviluppo della popolazione dello Stato del Brandenburgo; Sfondo grigio: Ai tempi del governo nazista; Sfondo rosso: Al tempo del governo comunista)
- Sviluppo recente della popolazione (Linea blu) e previsioni

| Anno | Abitanti |
| ---- | -------- |
| 1875 | 4 896    |
| 1890 | 5 389    |
| 1910 | 5 780    |
| 1925 | 7 710    |
| 1933 | 8 799    |
| 1939 | 9 510    |
| 1946 | 12 557   |
| 1950 | 12 796   |
| 1964 | 10 041   |
| 1971 | 9 621    |
| 1981 | 8 545    |

| Anno | Abitanti |
| ---- | -------- |
| 1985 | 8 311    |
| 1989 | 7 990    |
| 1990 | 7 860    |
| 1991 | 7 716    |
| 1992 | 7 654    |
| 1993 | 7 647    |
| 1994 | 7 607    |
| 1995 | 7 630    |
| 1996 | 7 531    |
| 1997 | 7 473    |

| Anno | Abitanti |
| ---- | -------- |
| 1998 | 7 403    |
| 1999 | 7 348    |
| 2000 | 7 220    |
| 2001 | 7 117    |
| 2002 | 6 966    |
| 2003 | 6 870    |
| 2004 | 6 792    |
| 2005 | 6 716    |
| 2006 | 6 623    |
| 2007 | 6 517    |

| Anno | Abitanti |
| ---- | -------- |
| 2008 | 6 442    |
| 2009 | 6 356    |
| 2010 | 6 257    |
| 2011 | 6 054    |
| 2012 | 5 972    |
| 2013 | 5 959    |
| 2014 | 5 882    |
| 2015 | 5 854    |
| 2016 | 5 874    |
| 2017 | 5 846    |

| Anno | Abitanti |
| ---- | -------- |
| 2018 | 5 838    |
| 2019 | 5 827    |
| 2020 | 5 782    |

Fonti dei dati sono nel dettaglio nelle Wikimedia Commons..

## Geografia antropica
La città di Fürstenberg/Havel comprende le frazioni (Ortsteil) di Altthymen, Barsdorf, Blumenow, Bredereiche, Himmelpfort, Steinförde, Tornow e Zootzen, le località abitate (Bewohnter Gemeindeteil) di Boltenhof, Großmenow, Kleinmenow, Neubau, Neutornow, Qualzow, Ringsleben, Schönhorn e Steinhavelmühle, e i nuclei abitati (Wohnplatz) di Bartelshof, Buchengarten, Dahmshöhe, Drögen, Forsthaus Altthymen, Fünfruten, Grenzschleuse, Kastaven, Morgenland, Neuthymen, Pian, Ravensbrück, Regelsdorf, Röblinsee-Siedlung, Tiefenbrunn e Woblitz.

## Amministrazione

### Gemellaggi
Fürstenberg è gemellata con:
- Geldern